# Philippe Treille
Pour les articles homonymes, voir Treille (homonymie).
Philippe Treille (né le 12 juillet 1958, à Grenoble) est un attaquant français de hockey sur glace.
Il est membre de l'équipe de France de 1978 à 1984, avec laquelle il participa aux championnats du monde 1978 et 1979 (médaille de bronze).
Il joue pour le club du CSG Grenoble et remporte le trophée Albert-Hassler, attribué au meilleur joueur français du championnat de France, lors de la saison 1980-1981.
Il est le père de Yorick et Sacha Treille.

## Carrière en club
Son maillot, floqué du numéro 7, est retiré de l'équipe de CSG Grenoble.